# Сенат Камеруна
Сенат Камеруна (фр. Sénat du Cameroun – верхняя палата Парламента Камеруна.  Состоит из 100 членов, 70 из которых избираются, а 30 назначаются президентом Камеруна, распределенных между десятью регионами страны.

## История
Сенат был создан в 1996 году после того, как поправка к Конституции создала верхнюю палату. Однако полномочия по созыву Коллегии выборщиков и назначению выборов в Сенат остались за президентом. Президент Поль Бийя решил не делать этого, пока не подписал указ 2013/056 от 27 февраля 2013 года, который установил 14 апреля в качестве даты выборов.

## Избирательная система
Сенат имеет 100 мест, из которых 70 избираются и 30 назначаются президентом, при этом каждый регион имеет 10 сенаторов. Выборные места избираются 10 636 членами 360 муниципальных советов.
Выборы в Сенат впервые состоялись 14 апреля 2013 года. Марсель Ниат Нджифенджи был избран председателем Сената 12 июня 2013 года. Председатель Сената является конституционно назначенным преемником президента Республики в случае вакансии последнего.

## Список председателей Сената
| Имя                     | Начало полномочий | Окончание полномочий | Примечания |
| ----------------------- | ----------------- | -------------------- | ---------- |
| Марсель Ниат Нджифенджи | 12 июня 2013      | Действующий          | [ 3 ]      |

## Действующий состав Сената
Сенат состоит из 70 членов, избираемых прямым голосованием своими регионами, и 30 членов, назначаемых президентом Камеруна.
| Регион        | Избранные члены | Назначенные участники                                              |
| ------------- | --- | ------------------------------------------------------------------ |
| Адамава       | Абубакар Сирома Майкано Абдулахи Аман Пол Маанде Поль Нгуибе Жоэль Хауа Мадлен Ахмаду Тиджани                                                 | Баба Хамаду Мусса Сабо Мохаман Габдо                               |
| Центр         | Наах Ондоа Сильвестр Мама Жан Мари Анонг Адибиме Паскаль Белл Люк Рене Николь Окала Эссомба Цунгуи Эли Ннемде Эммануэль                       | Нкодо Лоран Ондуа Пиус Понгмони Жан Мари                           |
| Восток        | Сале Шарль Изабель Токпану Ули Ндонго Моник Нданга Ндинга Бадель Амама Амама Бенджамин Моампеа Мари Калире Мбунджо Жан                        | Матта Джозеф Роланд Зе Нгеле Рене Абуи Марлиз                      |
| Крайний Север | Абба Букар Алиум Альхаджи Хамаду Жюльен Джакау Махамат Абдулкарим г-жа Закиату Абдулай Вуяк Марава Амракай Мартин                             | Махамат Бахар Маруф Жан-Батист Баскуда Даколе Даиссала             |
| Приморье      | Женевьеве Тжу Тоббо Эюм Томас Дин Белл Арманде Мбасса Ндин Роже Виктор Кингуэ Саймон Эбонге Жан Жюль Кемаю Клод                               | Мадиба-сонге Этаме Массома Зигфрид Нгаяп Пьер Фламбо               |
| Север         | Юсуфа Дауа Намио Пьер Мадам Аста Ивонн Ахмаду Алим Амиду Морис Мадам Адаму Бебноне Паюнни                                                     | Абубакари Абдулай Хаяту Айша Пьерет Хамаду Аббо                    |
| Северо-запад  | Ачиди Ачу Саймон Валланг Дэвид Акво Динга Игнатиус Мадам Эно Лафон Ванло Джон Аванга Захари Джиконг Стивен Йерима                             | Фон Дох Гайонга III Нквейн Фрэнсис Фон Тайче Нье II                |
| Юг            | Меджо Дельфин Занг Ойоно Обам Ассам Мба Мба Грегуар Элумба Меджо Тереза Ннанга Ндуме Мбита Мваэбеме Раймонд                                   | Нгалли Нгоа Пьер Анри Менье Ондо Франсуа Ксавье Биссек Полетт      |
| Юго-запад     | Табе Тандо Ндиеп Нсо Анки Аффионг Ребекка Ама Нджифуа Лукас Фонтем Матуте Даниэль Мадам Нтубе Агнес Ндоде Отте Эндрю Моффа Мбелла Моки Чарльз | Мафани Мусонге Петер Мукете Эссими Нго Виктор Чеф Анья Симон Онжво |
| Запад         | Цомелу Жан Танце Тагне Бернар Тачуанг Поль Метидже Нгифо Четань Дельфина Сонкин Этьен Чомну Рауль М. Ноно                                     | Ибрагим Мбомбо Нджоя Оноре Джомо Камга Марсель Ниат Нджифенджи     |